# Dystonie neurovégétative
Pour les articles homonymes, voir DNV.
 Mise en garde médicale
La dystonie neurovégétative (ou DNV ou dystonie vagosympathique ou dysautonomie ou neurotonie), du grec dus : difficulté, et tonos : ressort, est un dérèglement global du système neurovégétatif (ou système nerveux autonome ou SNA), dont l'origine est primitive ou secondaire.

## Généralités
Le SNA est un système nerveux très particulier qui innerve tous les organes humains. Il est composé de deux branches, le sympathique ergotrope et le parasympathique trophotrope. Leurs actions sur l'organisme sont opposées et complémentaires. L'opposition apparaît normalement par un fonctionnement alterné dans le temps, en particulier l'alternance jour/nuit. La fonction ergotrope domine pendant le jour, et la fonction trophotrope la nuit.
Si le SNA échappe à la volonté, il est sous l’influence des émotions. Le stress, l'anxiété peuvent entraîner son dérèglement en surstimulant le système sympathique. La fatigue quant à elle produit une surstimulation du parasympathique déséquilibrante. Si les deux troubles ainsi décrits se produisent simultanément, une dystonie fonctionnelle apparait sans relation avec la maladie lésionnelle. L'alternance dans le temps est la seule possibilité pour que les aspects opposition/complémentarité puissent s'exprimer sans troubles.

## Présentation
Cette dystonie vago-sympathique est un trouble de la transmission de l'influx nerveux au niveau :
- du système vagal (nerf vague, ou nerf pneumogastrique) qui appartient au parasympathique. Il innerve les muscles du pharynx, du larynx, de l'estomac, du cœur, du foie et des intestins ;
- du système sympathique. Ce trouble de la transmission peut aller dans le sens d'une augmentation du tonus (hypertonie vagosympathique) ou d'une diminution (hypotonie vagosympathique), entraînant des tableaux divers.

Les symptômes de la dystonie neurovégétative varient grandement selon les individus. Du fait que la maladie affecte tout le corps, un grand nombre de symptômes peuvent se manifester et peuvent également bouleverser la qualité de vie d'un individu. Chaque patient souffrant de dystonie neurovégétative est différent ; certains sont légèrement affectés, tandis que d'autres sont handicapés et incapables d'utiliser leurs membres.
Les symptômes primaires chez ces patients incluent :
- fatigue intense ;
- soif excessive (polydipsie) ;
- étourdissement ou vertige ;
- sentiments d'anxiété ou de panique ;
- palpitations lentes ou rapides du cœur ;
- hypotension orthostatique, qui peut finir en syncope[1].

D'autres symptômes fréquemment associés à la dystonie neurovégétative incluent notamment : maux de tête, pâleur, malaise, mydriase (dilatation anormale des pupilles), constipation, diarrhée, nausée, reflux gastro-œsophagien, sueurs nocturnes, troubles sexuels et vésicaux (impuissance, anorgasmie, sécheresse intime, incontinence) trouble visuel, hypotension orthostatique, engourdissements, douleur nerveuse, difficulté de respiration, dans certains cas perte de conscience et convulsions. Une liste complète de symptômes peut être trouvée sur le site Dysautonomia Information Network.

## Causes
Les causes de la dystonie neurovégétative sont encore méconnues, mais elles devraient impliquer :
- Troubles de la glande thyroïde : La similitude des symptômes (palpitations, anxiété/troubles paniques, fatigue, soif excessive, vertiges) est un indice qui peut orienter vers un trouble de la thyroïde, glande dont l'effet est connu sur le système nerveux et le système cardio-vasculaire. (Hypothyroïdie ou hyperthyroïdie.)
- Maladies auto-immunes
- Maladie de Lyme[4]
- Covid long, le mécanisme du covid-long est encore difficilement explicable, mais on estime que plus de la moitié des malades atteints de cette affection souffrent ou ont souffert, à des degrés divers, de dysautonomie notamment cardio-pulmonaire ou syndrome de tachycardie orthostatique postural (se traduisant notamment par une dyspnée, une tension artérielle instable et une accélération anormale du rythme cardiaque en position orthostatique et à l'effort). L'atteinte du système nerveux central des suites de l'infection à SARS-CoV-2 et un déconditionnement à l'effort peuvent en partie expliquer ces phénomènes de dysautonomie[5].
- Diabète sucré
- Lésion cérébrale[6]
- Troubles neurologiques dégénératifs comme la maladie de Parkinson
- Facteurs génétiques, dont la dysautonomie familiale
- Tissu conjonctif héréditaire, spécialement syndrome d'Ehlers-Danlos[7]
- Blessure ou traumatisme physique pouvant endommager le système nerveux autonome[8]
- Maladie mitochondriale
- Traumatisme médullaire[9]
- Formes héréditaires, souvent associées à une neuropathie sensorielle[10]
- Névrose[11]
- Anxiété généralisée, le syndrome de fatigue chronique, la fibromyalgie, la neurasthénie[12]

## Traitements
Concernant les symptômes cardiaques et dans certains cas, une procédure d'ablation par radiofréquence peut être appliquée. Elle n'est pas conseillée chez les patients souffrant de syndrome de tachycardie orthostatique posturale, et pourrait en réalité empirer la tachycardie. Les médicaments sont également utilisés pour stabiliser la condition sur un long terme.
Concernant les problèmes physiques comme l'anxiété, les benzodiazépines peuvent être administrés.

## Histoire
Durant les dix-neuvième et vingtième siècles, un diagnostic était uniquement donné aux femmes : la "neurasthénie", ou un "faible système nerveux". Durant la Seconde Guerre mondiale, les docteurs utilisaient ces termes pour diagnostiquer, chez les hommes, des symptômes qui sont actuellement présents dans le trouble de stress post-traumatique. Les femmes présentaient des symptômes de fatigue, de faiblesse, d'étourdissement et de malaise, les docteurs conseillaient ainsi le repos. Certaines de ces femmes sont mortes, tandis que d'autres étaient sur la voie de la guérison. Personne ne savait réellement quelles en étaient les causes.